# Chutes de Biryong
 (juin 2018).

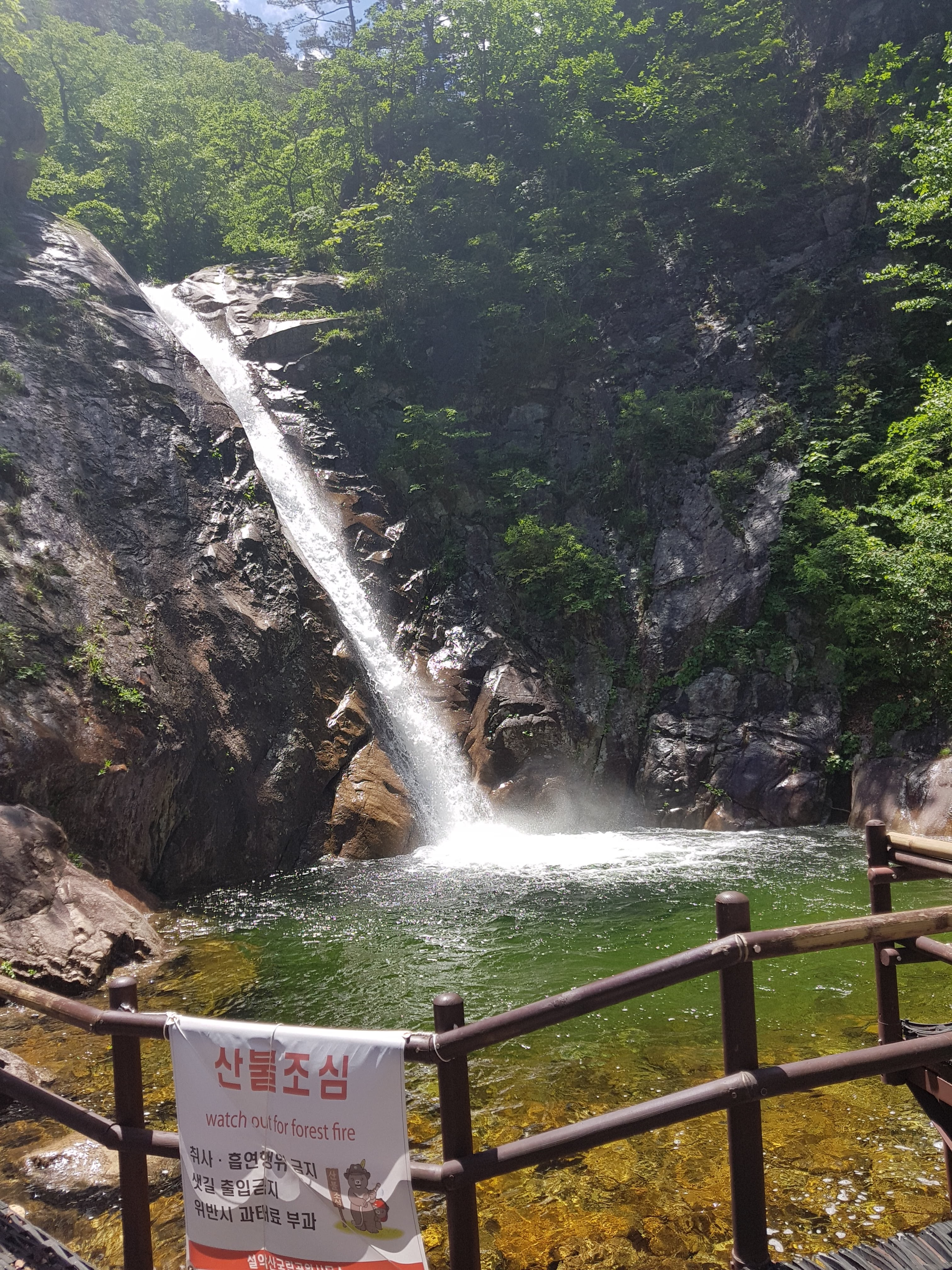
Les chutes de Biryong

Les chutes de Biryong (en coréen : 비룡폭포) est une cascade dans le Parc National de Seoraksan à Sokcho en Corée du Sud. Situées à mi-chemin entre les chutes de Yukdam et celles de Towangseong. La forte chute à l'eau fait ressembler à des dragons s'envolant vers le ciel, c'est pourquoi elle porte le nom de Biryong (« dragon volant »). La chute d'eau gelée en hiver.

## L'histoire
L’eau tombant de la magnifique et bruyante chute d’eau ressemble fort à des dragons qui s’envolent vers les cieux, raison pour laquelle on l’a appelée "Biryong" (dragon qui s’envole). Un sentier relativement large traversant une forêt de bambous mène à cette chute d'eau, ce qui en fait un endroit parfait pour une randonnée. Depuis le pont Biryonggyo, situé tout au fond de la vallée Cheonbuldong, vous pourrez faire une promenade d'une demi-heure, vous apercevrez alors sur votre gauche la chute d’eau Yukdam, composée de 6 chutes d’eau et d’un étang profond. A 300m de là, se trouve la chute d’eau Biryong entre le ravin étroit aux contours déchiquetés. De même, si vous suivez le Towanggol, vous arriverez à une très grande chute d’eau à 3 niveaux, la chute d’eau Towangseong, mais du fait du sentier extrêmement dangereux qui y mène, il est désormais impossible d'y accéder, le chemin ayant été fermé au public.

La baignade ou jouer dans l'eau n'est pas autorisé dans le Seoraksan domaine de la protection de la qualité de l'eau. Pas de détritus est autorisé. Aucun objet naturel, même une seule pierre, ne peut pas être pris hors du Parc National.

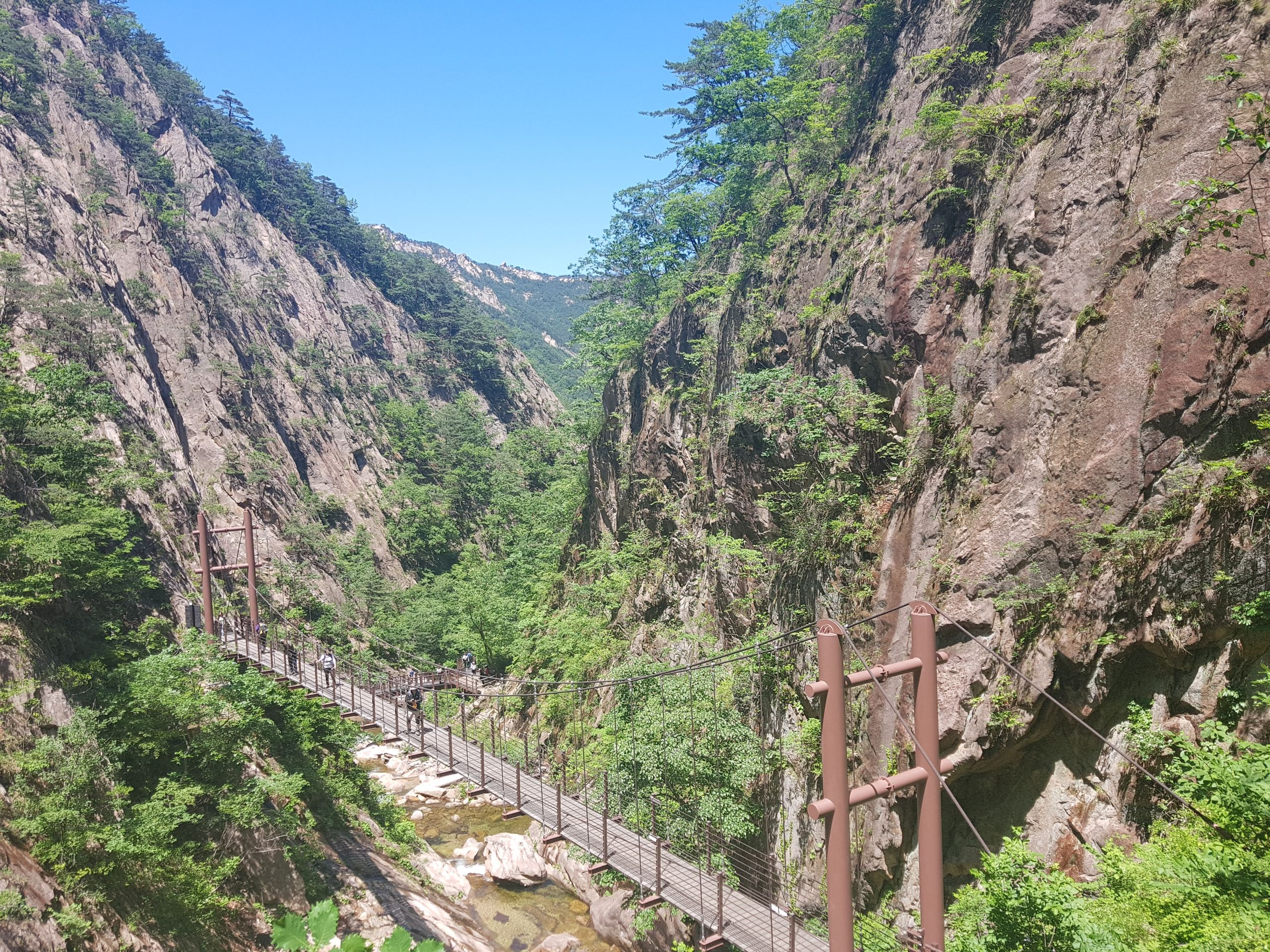
Pont de Biryonggyo
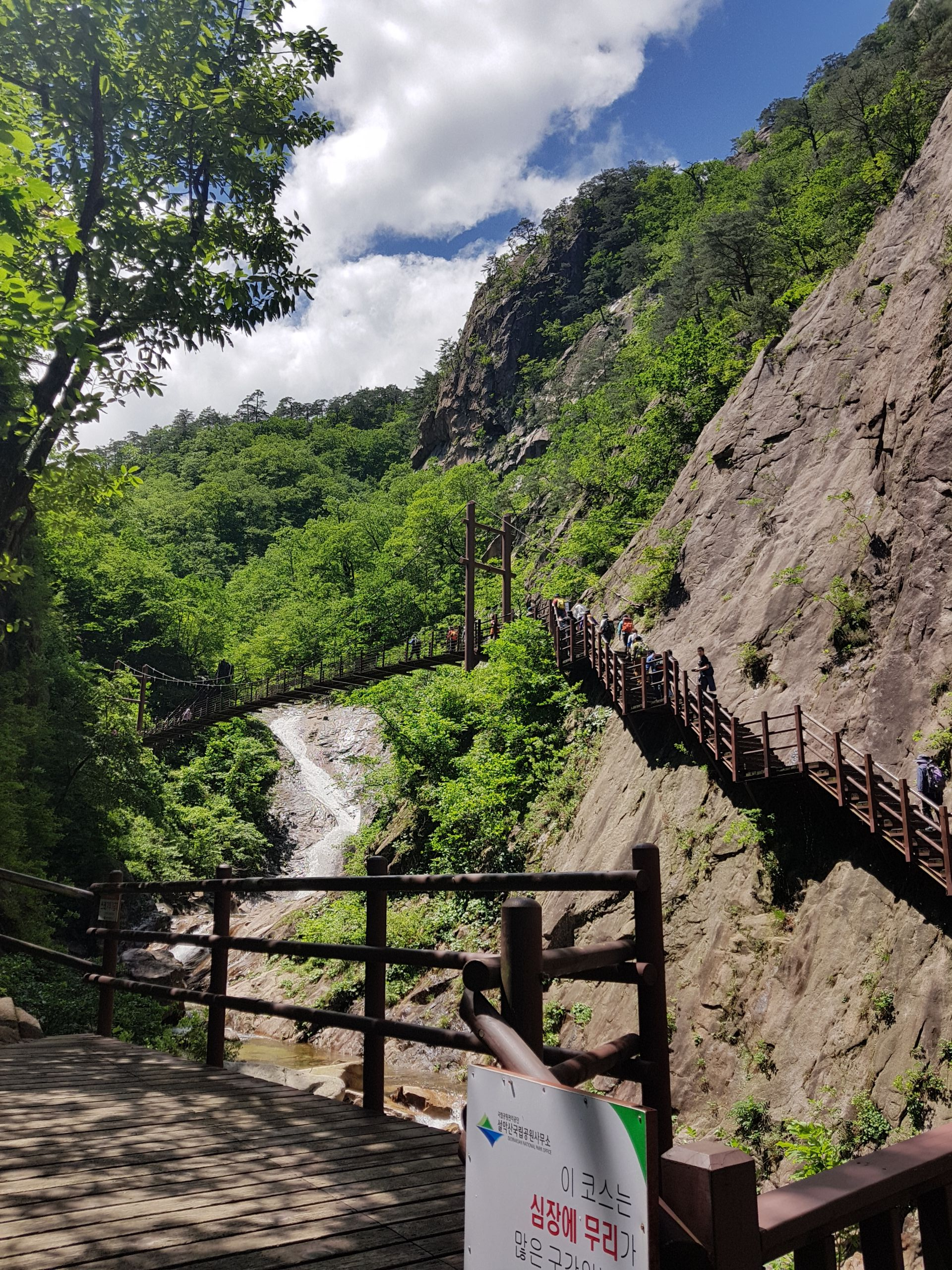
Vallée de Cheonbuldong